# Yle Fem
Yle Fem är det finländska rundradiobolaget Yles svenskspråkiga tv-kanal. Kanalen sänder nyheter, aktualitets- och barnprogram samt kultur, sport och underhållning. Yle Fems egentliga målgrupp är finlandssvenskar, men kanalen når även ett relativt stort antal finskspråkiga tittare.
I programinförskaffningen betonas nordiska och europeiska filmer, tv-serier och gemensamma produktioner. Yle Fem textar alla sina icke-svenskspråkiga program till svenska. Dessutom textas också alla program till finska med undantag för barnprogram, skol-tv-program, nyhetssändningar och direktsändningar. Dessutom textar Yle Fem flera av sina program även till svenska för hörselskadade.
Samtliga idrottsevenemang som sänds i Yle Fem refereras på svenska. Referatspråket väljer man på samma sätt som textningsspråket, antingen genom förhandsinställningar eller genom en knapp på fjärrkontrollen mitt under referatet. Förutom sportsändningarna i Yle Fem refereras också en rad av idrottsevenemangen i Yle TV1 och Yle TV2 på svenska. Även här går valet av referatspråk till på samma sätt. 
Yle Fem sände tidigare även det samiskspråkiga nyhetsprogrammet Ođđasat som även sänds i SVT2 och NRK1. Numera sänds det i Yle TV1.
Kanalen startade sina sändningar digitalt den 27 augusti 2001 under namnet YLE FST5 (där FST står för Finlands Svenska Television). Innan detta kunde man enbart se FST på det utrymme i tablån som upplåtits för deras sändningar på rundradions två analoga kanaler TV1 och TV2. FST:s sändningar på de analoga kanalerna upphörde inte i och med starten av den digitala kanalen.
Den 17 augusti 2006 bytte FST-kanalen namn till FST5, vilket syftar på kanalplats nummer fem blands Finlands digitala tv-kanaler. Den 5 mars 2012 bytte kanalen namn till Yle Fem, både för att ange kanalens tillhörighet (Yle) och språk med "Fem" utskrivet i text.
Sedan september 2011 delar Yle Fem kanalplats med svenska SVT World i delar av Finland, (främst södra Finland och Österbotten). I övriga delar av landet visades då endast nyheter från Yles egna text-tv. Sedan 2013 började man använda samma version runt hela landet där både Yle Fem och SVT World delar kanalplats. Dock visas SVT World endast då Yle Fem inte har egna sändningar.
Hösten 2016 bestämde Yles förvaltningsråd efter förhandsprövning att Yle Fem och Yle Teema framöver kommer att dela kanalplats. Yle Teema är en finskspråkig kanal. Anledningen är finländarnas förändrade medievanor enligt Yle. Enligt de preliminära planerna kommer Yle Fem att sända alla morgnar och förmiddagar, från 17.30 till 20.00 alla dagar, och dessutom hela kvällen ungefär till midnatt på måndagar och söndagar. Timmen mellan 20.00 och 21.00 tisdag till lördag kommer dessutom att vara planerad gemensamt, för att fungera för både Yle Fems och Yle Teemas publik.
Så här berättar Yle Fems programchef:
Men det är klart att det också blir vissa förändringar. Vi kommer att ha lite mindre sändningstid sent på kvällarna i tv, eftersom Teema också behöver bra sändningstid. Det här betyder att vi får ändra sändningstiden för en del program, vilket ju kan bli lite råddigt till en början. Men å andra sidan har sändningstider ändrats också tidigare, och man vänjer sig. Det betyder också att allt fler program kommer att sändas på Arenan innan de sänds i tv. Det här görs i en värld där många vill se program och serier då de själva vill, men utan att Yle ger avkall på utbudet i traditionell tv. Om största delen av kvällens tv-program finns att se redan tidigt på dagen kan du ju helt anpassa dina favoritprogram till ditt övriga program.
Yle Fems programchef berättar också att TV-nytt, Buu-Klubben, Efter Nio som är program som sänds året runt kommer att fortsätta. Stafettkarnevalen, val, Lucia och andra nyheter kommer förstås finnas kvar på svenska.
Den nya kanalplatsen går under namnet Yle Teema & Fem och inledde sina sändningar den 24 april 2017.

## Logotyper och vinjetter
FST:s första vinjett användes år 1988–1992. Det visades åtminstone på måndagskvällar i TV2 före och efter MTV:s dagliga nyhetsprogram Kymmenen uutiset.
År 1993–2001 i vinjetten bestod FST:s logotyp av bitar av olika färger. Under logotypen fanns orden Finlands svenska television. Vinjetten visades i början och slutet av FST:s programblock i TV1 och TV2.
I logotypen som användes 2001–2007 bokstäverna FST var grön, och bredvid det fanns fem ögon på tärningen i grå.
År 2007 när FST5:s alla program hade flyttats till sin egen kanal, logotypen förändrades lite. Text FST5 och tärningens fem ögon var svarta.
Yle Fems nuvarande logotyp har varit i bruk från och med mars 2012.
2017 ändrades designen på kanalen när Yle Fem började dela kanal med Yle Teema.

## Några egna program
- En kväll med Anne och Hannah (talkshow)
- Bettina S. (talkshow)
- BUU-klubben (barnprogram)
- Lilla onsdag (humor)
- Gamla onsdag (humor)
- Ursäkta Birgitta (humor)
- Min Morgon (morgonprogram med livsstil och aktualiteter)
- Närbild (lokala aktualiteter)
- Obs. (aktualiteter)
- Spotlight (aktualiteter och debatt)
- Strömsö (livsstilsprogram)
- Tv-nytt (nyheter)
- MGP - Melodi Grand Prix Finland (Musikprogram)
- Utmanad (barnprogram)
- Bettina (talkshow)
- Drakan
- Buus Fredag (barnprogram)
- De Eurovisa (underhållning)
- På resande not (underhållning, musik)
- Detta om detta (humor)
- Kontroller (underhållning)
- Svensk Finlands bästa gamers (underhållning)
- Strömsö (bygg & inredning)
- En kväll med konst (faktaprogram)
- Efter nio (livsstilsprogram & talkshow)
- Kanske genom tiderna bästa ungdomsprogram TV-serien "16"